# Budynek przy ulicy Jagiellońskiej 28 w Katowicach
Budynek przy ulicy Jagiellońskiej 28 w Katowicach - budynek Wydziału Biologii i Ochrony Środowiska Uniwersytetu Śląskiego. Projekt powstał w latach 1906-1907, a w latach 1911-1913 miała miejsce budowa. Autor projektu jest nieznany. Pierwotnie służył jako budynek Gimnazjum im. M. Kopernika, jednak w roku 1953 utworzono tam liceum pedagogiczne, następnie studium nauczycielskie, funkcjonujące aż do przejęcia budynku przez Uniwersytet Śląski w 1971. Budynek został zaprojektowany i wzniesiony w stylu wczesnego modernizmu z elementami historycznymi, głównie neobaroku.